# Escut de Domenyo
L'escut de Domenyo és un símbol representatiu oficial de Domenyo, municipi del País Valencià, a la comarca dels Serrans. Té el següent blasonament:
| « | Escut quadrilong de punta redona. En camp de gules, un castell d'or, maçonat de sable i aclarit d'atzur, acostat de dos rius amb ones d'atzur i d'argent. Al cap, un escudet quarterat en sautor, al primer i quart quarter en camp d'or, quatre pals de gules; al segon i tercer quarter un losanjat d'or i d'atzur, i en cada losange d'atzur un escudet d'or. Al timbre, una corona reial oberta. | » |

## Història
L'escut fou aprovat per Resolució de 24 de juny de 1994, del conseller d'Administració Pública, publicada en el DOGV núm. 2.319, de 27 de juliol de 1994, i en el DOGV núm. 2.416, de 29 de desembre de 1994 (correcció d'errades).
S'hi representa el castell de Domenyo, que domina la confluència dels rius Xelva i Túria, amb les armes dels Lladró de Vilanova, antics senyors del poble.
A l'Arxiu Històric Nacional es conserven les empremtes de dos segells en tinta de Domenyo de 1877, un de l'Ajuntament i l'altre de l'Alcaldia. Al segell de l'Ajuntament, utilitzat entre 1849 i 1874, ja hi apareix el castell.

Segell de l'Ajuntament (AHN, 1877).
Segell de l'Alcaldia (AHN, 1877).